# Martin Braithwaite
Martin Christensen Braithwaite (Esbjerg, 5 giugno 1991) è un calciatore danese di origini guyanesi, attaccante del Grêmio.

## Caratteristiche tecniche
È un attaccante duttile, in quanto viene utilizzato sia come ala sia come centravanti o seconda punta.

## Carriera

### Club

#### Esbjerg e Tolosa
Iniziò a giocare nella scuola calcio Sædding-Guldager Idrætsforening, per poi entrare nel vivaio dell'Esbjerg, club in cui compì la trafila nelle varie compagini giovanili. Debuttò nella Superligaen il 4 ottobre 2009 subentrando a Søren Rieks nella partita persa per 2-1 in casa del Copenaghen. Al termine del campionato 2010-2011 l'Esbjerg retrocesse nella 1. Divisjon, ma nell'annata seguente Braithwaite contribuì alla pronta risalita del club.
Il 26 agosto 2012 realizzò la prima rete nella massima divisione danese, nel pareggio per 1-1 sul campo del Brøndby. Il 14 settembre successivo, realizzò una doppietta nella vittoria per 3-0 sull'Odense. Nella stessa stagione, il suo Esbjerg si aggiudicò la vittoria nella Coppa di Danimarca 2012-2013.
Il 16 agosto 2013 venne ingaggiato per circa 2 milioni di euro dai francesi del Tolosa, dove rimane per il successivo quadriennio.

#### Middlesbrough, Bordeaux e Leganés
Il 13 luglio 2017 fu prelevato dagli inglesi del Middlesbrough in cambio di circa 9 milioni di sterline. Il 31 gennaio 2018 si trasferì in prestito al Bordeaux fino al termine dell'annata 2017-2018, in cui contribuì a qualificare i girondini all'Europa League. Terminata la stagione, fece ritorno in Inghilterra. Disputò altre 17 gare con il Boro (segnando 3 reti), prima di venire nuovamente ceduto.
Nel gennaio 2019, nella finestra invernale del calciomercato, fu ingaggiato in prestito dagli spagnoli del Leganés, con cui andò in gol contro Real Madrid, Barcellona, Rayo Vallecano, Valencia e Siviglia, contribuendo alla salvezza della squadra in Primera División. Acquistato a titolo definitivo nel luglio 2019, realizzò 8 gol nella prima parte della stagione 2019-2020.

#### Barcellona
Il 20 febbraio 2020 il Barcellona lo ingaggia in cambio di 18 milioni di euro sfruttando uno speciale permesso della federcalcio spagnola per sostituire l'infortunato Ousmane Dembélé, essendo quest'ultimo costretto a rimanere lontano dai campi per oltre cinque mesi. L'acquisto ha, tuttavia, uno strascico giudiziario, dato che il Leganés, vedendosi privato di una pedina fondamentale per la lotta per non retrocedere e ritenendosi parte lesa nella vicenda, annuncia l'intenzione di presentare ricorso contro il placet concesso ai catalani dalla federazione. Il 22 febbraio esordisce con la maglia del Barcellona subentrando nella partita di campionato vinta per 5-0 al Camp Nou contro l'Eibar. Va a segno per la prima volta con la maglia della squadra catalana il 13 giugno 2020, nella vittoria esterna per 0-4 sul Maiorca in campionato.
Il 24 novembre 2020 mette a segno i suoi primi gol in UEFA Champions League, realizzando una doppietta nella sfida vinta dal Barcellona per 4-0 sul campo del Dinamo Kiev; contestualmente diventa il quarto danese a segnare una doppietta in UEFA Champions League dopo Jon Dahl Tomasson, Nicklas Bendtner e Lasse Schöne.
Nella stagione 2021-2022, un mese dopo aver segnato una doppietta e fornito un assist nella prima giornata di campionato, nella gara vinta per 4-2 in casa contro la Real Sociedad, riporta un infortunio alla cartilagine della caviglia che lo costringe a rimanere inattivo per quattro mesi. Chiude la stagione con il magro bilancio di 4 presenze e 2 reti.
Il 1º settembre 2022 il Barcellona raggiunge un accordo per risolvere con effetto immediato il contratto del giocatore, con due anni di anticipo rispetto alla naturale scadenza del contratto.

#### Espanyol
Il 1º settembre 2022 si accorda con l'Espanyol siglando un accordo triennale. Il 4 settembre seguente segna all'esordio, nella vittoria per 0-1 in casa dell'Athletic Bilbao in campionato.
Il 15 luglio 2024 rescinde il proprio contratto dopo il rientro estivo e si svincola.

#### Grêmio
Il 31 luglio 2024 si accasa ai brasiliani del Grêmio.

### Nazionale
Braithwaite gioca due partite con la Danimarca under 21, con cui debutta l'11 ottobre 2012, subentrando ad Anders Christiansen nella sconfitta per 0-5 contro la Spagna under 21.
Il 5 giugno 2013 esordisce nella nazionale maggiore danese, impiegato da titolare nella vittoria in amichevole per 2-1 contro la Georgia. Il 14 agosto successivo realizza la prima rete con la Danimarca, in occasione della sconfitta per 3-2 contro la Polonia. Viene convocato per il campionato del mondo del 2018, durante il quale scende in campo in tutte e quattro le partite giocate dai danesi, eliminati ai tiri di rigore agli ottavi di finale dalla Croazia.
Convocato per il campionato europeo del 2020, dove i danesi raggiungono le semifinali, gioca da titolare tutte le partite, mettendo a segno una rete nella vittoria per 4-0 sul Galles agli ottavi di finale e risultando il secondo giocatore con più dribbling riusciti (26) nel torneo.

## Statistiche

### Presenze e reti nei club
Statistiche aggiornate al 2 giugno 2024.
| Stagione          | Club              | Campionato        | Campionato | Campionato | Coppe nazionali | Coppe nazionali | Coppe nazionali | Coppe continentali | Coppe continentali | Coppe continentali | Supercoppe | Supercoppe | Supercoppe | Totale | Totale |
| Stagione          | Club              | Comp              | Pres       | Reti       | Comp            | Pres            | Reti            | Comp               | Pres               | Reti               | Comp       | Pres       | Reti       | Pres   | Reti   |
| ----------------- | ----------------- | ----------------- | ---------- | ---------- | --------------- | --------------- | --------------- | ------------------ | ------------------ | ------------------ | ---------- | ---------- | ---------- | ------ | ------ |
| 2009-2010         | Esbjerg           | SL                | 10         | 0          | CD              | -               | -               | -                  | -                  | -                  | -          | -          | -          | 10     | 0      |
| 2010-2011         | Esbjerg           | SL                | 16         | 0          | CD              | 2               | 0               | -                  | -                  | -                  | -          | -          | -          | 18     | 0      |
| 2011-2012         | Esbjerg           | 1D                | 26         | 5          | CD              | 1               | 0               | -                  | -                  | -                  | -          | -          | -          | 27     | 5      |
| 2012-2013         | Esbjerg           | SL                | 33         | 9          | CD              | 5               | 2               | -                  | -                  | -                  | -          | -          | -          | 38     | 11     |
| ago. 2013         | Esbjerg           | SL                | 4          | 3          | CD              | -               | -               | UEL                | -                  | -                  | -          | -          | -          | 4      | 3      |
| Totale Esbjerg    | Totale Esbjerg    | Totale Esbjerg    | 89         | 17         |                 | 8               | 2               |                    | -                  | -                  |            | -          | -          | 97     | 19     |
| 2013-2014         | Tolosa            | L1                | 32         | 7          | CF+CdL          | 2+2             | 1+0             | -                  | -                  | -                  | -          | -          | -          | 36     | 8      |
| 2014-2015         | Tolosa            | L1                | 34         | 6          | CF+CdL          | 1+1             | 0               | -                  | -                  | -                  | -          | -          | -          | 36     | 6      |
| 2015-2016         | Tolosa            | L1                | 36         | 11         | CF+CdL          | 2+3             | 2+1             | -                  | -                  | -                  | -          | -          | -          | 41     | 14     |
| 2016-2017         | Tolosa            | L1                | 34         | 11         | CF+CdL          | 1+1             | 0+1             | -                  | -                  | -                  | -          | -          | -          | 36     | 12     |
| Totale Tolosa     | Totale Tolosa     | Totale Tolosa     | 136        | 35         |                 | 14              | 5               |                    | -                  | -                  |            | -          | -          | 150    | 40     |
| 2017-gen. 2018    | Middlesbrough     | FLC               | 19         | 5          | FACup+CdL       | 2+0             | 1               | -                  | -                  | -                  | -          | -          | -          | 21     | 6      |
| gen.-giu. 2018    | Bordeaux          | L1                | 14         | 4          | CF+CdL          | 0+0             | 0               | -                  | -                  | -                  | -          | -          | -          | 14     | 4      |
| 2018-gen. 2019    | Middlesbrough     | FLC               | 17         | 3          | FACup+CdL       | 0+2             | 0               | -                  | -                  | -                  | -          | -          | -          | 19     | 3      |
| Middlesbrough     | Middlesbrough     | Middlesbrough     | 36         | 8          |                 | 4               | 1               |                    | -                  | -                  |            | -          | -          | 40     | 9      |
| gen.-giu. 2019    | Leganés           | PD                | 19         | 4          | CR              | 2               | 1               | -                  | -                  | -                  | -          | -          | -          | 21     | 5      |
| 2019-feb. 2020    | Leganés           | PD                | 24         | 6          | CR              | 3               | 2               | -                  | -                  | -                  | -          | -          | -          | 27     | 8      |
| Totale Leganés    | Totale Leganés    | Totale Leganés    | 43         | 10         |                 | 5               | 3               |                    | -                  | -                  |            | -          | -          | 48     | 13     |
| gen.-giu. 2020    | Barcellona        | PD                | 11         | 1          | CR              | -               | -               | UCL                | 0                  | 0                  | -          | -          | -          | 11     | 1      |
| 2020-2021         | Barcellona        | PD                | 29         | 2          | CR              | 5               | 2               | UCL                | 6                  | 3                  | SS         | 2          | 0          | 42     | 7      |
| 2021-2022         | Barcellona        | PD                | 4          | 2          | CR              | 0               | 0               | UCL                | 0                  | 0                  | SS         | -          | -          | 4      | 2      |
| Totale Barcellona | Totale Barcellona | Totale Barcellona | 44         | 5          |                 | 5               | 2               |                    | 6                  | 3                  |            | 2          | 0          | 57     | 10     |
| 2022-2023         | Espanyol          | PD                | 31         | 10         | CR              | 2               | 0               | -                  | -                  | -                  | -          | -          | -          | 33     | 10     |
| 2023-2024         | Espanyol          | SD                | 43         | 22         | CR              | 2               | 0               | -                  | -                  | -                  | -          | -          | -          | 45     | 22     |
| Totale Espanyol   | Totale Espanyol   | Totale Espanyol   | 74         | 32         |                 | 4               | 0               |                    | -                  | -                  |            | -          | -          | 78     | 32     |
| 2024              | Grêmio            | A                 | 6          | 4          | CB              | 0               | 0               | CL                 | 2                  | 0                  | -          | -          | -          | 8      | 4      |
| Totale carriera   | Totale carriera   | Totale carriera   | 445        | 117        |                 | 40              | 13              |                    | 8                  | 3                  |            | 2          | 0          | 492    | 131    |

### Cronologia presenze e reti in nazionale
| Cronologia completa delle presenze e delle reti in nazionale ― Danimarca | Cronologia completa delle presenze e delle reti in nazionale ― Danimarca | Cronologia completa delle presenze e delle reti in nazionale ― Danimarca | Cronologia completa delle presenze e delle reti in nazionale ― Danimarca | Cronologia completa delle presenze e delle reti in nazionale ― Danimarca | Cronologia completa delle presenze e delle reti in nazionale ― Danimarca | Cronologia completa delle presenze e delle reti in nazionale ― Danimarca | Cronologia completa delle presenze e delle reti in nazionale ― Danimarca |
| Data                                                                     | Città                                                                    | In casa                                                                  | Risultato                                                                | Ospiti                                                                   | Competizione                                                             | Reti                                                                     | Note                                                                     |
| ------------------------------------------------------------------------ | ------------------------------------------------------------------------ | ------------------------------------------------------------------------ | ------------------------------------------------------------------------ | ------------------------------------------------------------------------ | ------------------------------------------------------------------------ | ------------------------------------------------------------------------ | ------------------------------------------------------------------------ |
| 5-6-2013                                                                 | Aalborg                                                                  | Danimarca                                                                | 2 – 1                                                                    | Georgia                                                                  | Amichevole                                                               | -                                                                        | 61’                                                                      |
| 14-8-2013                                                                | Danzica                                                                  | Polonia                                                                  | 3 – 2                                                                    | Danimarca                                                                | Amichevole                                                               | 1                                                                        | 46’                                                                      |
| 6-9-2013                                                                 | Ta' Qali                                                                 | Malta                                                                    | 1 – 2                                                                    | Danimarca                                                                | Qual. Mondiali 2014                                                      | -                                                                        | 83’                                                                      |
| 10-9-2013                                                                | Erevan                                                                   | Armenia                                                                  | 0 – 1                                                                    | Danimarca                                                                | Qual. Mondiali 2014                                                      | -                                                                        | 66’                                                                      |
| 11-10-2013                                                               | Copenaghen                                                               | Danimarca                                                                | 2 – 2                                                                    | Italia                                                                   | Qual. Mondiali 2014                                                      | -                                                                        | 46’                                                                      |
| 22-5-2014                                                                | Debrecen                                                                 | Ungheria                                                                 | 2 – 2                                                                    | Danimarca                                                                | Amichevole                                                               | -                                                                        |                                                                          |
| 28-5-2014                                                                | Copenaghen                                                               | Danimarca                                                                | 1 – 0                                                                    | Svezia                                                                   | Amichevole                                                               | -                                                                        |                                                                          |
| 25-3-2015                                                                | Aarhus                                                                   | Danimarca                                                                | 3 – 2                                                                    | Stati Uniti                                                              | Amichevole                                                               | -                                                                        | 74’                                                                      |
| 7-9-2015                                                                 | Erevan                                                                   | Armenia                                                                  | 0 – 0                                                                    | Danimarca                                                                | Qual. Euro 2016                                                          | -                                                                        | 64’                                                                      |
| 8-10-2015                                                                | Braga                                                                    | Portogallo                                                               | 1 – 0                                                                    | Danimarca                                                                | Qual. Euro 2016                                                          | -                                                                        |                                                                          |
| 11-10-2015                                                               | Copenaghen                                                               | Danimarca                                                                | 1 – 2                                                                    | Francia                                                                  | Amichevole                                                               | -                                                                        | 69’                                                                      |
| 14-11-2015                                                               | Solna                                                                    | Svezia                                                                   | 2 – 1                                                                    | Danimarca                                                                | Qual. Euro 2016                                                          | -                                                                        | 71’                                                                      |
| 24-3-2016                                                                | Herning                                                                  | Danimarca                                                                | 2 – 1                                                                    | Islanda                                                                  | Amichevole                                                               | -                                                                        | 79’                                                                      |
| 29-3-2016                                                                | Glasgow                                                                  | Scozia                                                                   | 1 – 0                                                                    | Danimarca                                                                | Amichevole                                                               | -                                                                        | 46’                                                                      |
| 26-3-2017                                                                | Cluj-Napoca                                                              | Romania                                                                  | 0 – 0                                                                    | Danimarca                                                                | Qual. Mondiali 2018                                                      | -                                                                        | 69’                                                                      |
| 6-6-2017                                                                 | Brøndby                                                                  | Danimarca                                                                | 1 – 1                                                                    | Germania                                                                 | Amichevole                                                               | -                                                                        |                                                                          |
| 10-6-2017                                                                | Astana                                                                   | Kazakistan                                                               | 1 – 3                                                                    | Danimarca                                                                | Qual. Mondiali 2018                                                      | -                                                                        |                                                                          |
| 22-3-2018                                                                | Brøndby                                                                  | Danimarca                                                                | 1 – 0                                                                    | Panama                                                                   | Amichevole                                                               | -                                                                        | 46’                                                                      |
| 27-3-2018                                                                | Aalborg                                                                  | Danimarca                                                                | 0 – 0                                                                    | Cile                                                                     | Amichevole                                                               | -                                                                        | 46’                                                                      |
| 9-6-2018                                                                 | Brøndby                                                                  | Danimarca                                                                | 2 – 0                                                                    | Messico                                                                  | Amichevole                                                               | -                                                                        | 46’                                                                      |
| 16-6-2018                                                                | Saransk                                                                  | Perù                                                                     | 0 – 1                                                                    | Danimarca                                                                | Mondiali 2018 - 1º turno                                                 | -                                                                        | 67’                                                                      |
| 21-6-2018                                                                | Samara                                                                   | Danimarca                                                                | 1 – 1                                                                    | Australia                                                                | Mondiali 2018 - 1º turno                                                 | -                                                                        | 58’                                                                      |
| 26-6-2018                                                                | Mosca                                                                    | Danimarca                                                                | 0 – 0                                                                    | Francia                                                                  | Mondiali 2018 - 1º turno                                                 | -                                                                        |                                                                          |
| 1-7-2018                                                                 | Nižnij Novgorod                                                          | Croazia                                                                  | 1 – 1 dts (3 – 2 dtr)                                                    | Danimarca                                                                | Mondiali 2018 - Ottavi di finale                                         | -                                                                        | 106’                                                                     |
| 9-9-2018                                                                 | Aarhus                                                                   | Danimarca                                                                | 2 – 0                                                                    | Galles                                                                   | UEFA Nations League 2018-2019 - 1º turno                                 | -                                                                        |                                                                          |
| 13-10-2018                                                               | Dublino                                                                  | Irlanda                                                                  | 0 – 0                                                                    | Danimarca                                                                | UEFA Nations League 2018-2019 - 1º turno                                 | -                                                                        |                                                                          |
| 16-10-2018                                                               | Herning                                                                  | Danimarca                                                                | 2 – 0                                                                    | Austria                                                                  | Amichevole                                                               | 1                                                                        | 46’                                                                      |
| 16-11-2018                                                               | Cardiff                                                                  | Galles                                                                   | 1 – 2                                                                    | Danimarca                                                                | UEFA Nations League 2018-2019 - 1º turno                                 | 1                                                                        |                                                                          |
| 19-11-2018                                                               | Aarhus                                                                   | Danimarca                                                                | 0 – 0                                                                    | Irlanda                                                                  | UEFA Nations League 2018-2019 - 1º turno                                 | -                                                                        | 78’                                                                      |
| 21-3-2019                                                                | Pristina                                                                 | Kosovo                                                                   | 2 – 2                                                                    | Danimarca                                                                | Amichevole                                                               | -                                                                        |                                                                          |
| 26-3-2019                                                                | Basilea                                                                  | Svizzera                                                                 | 3 – 3                                                                    | Danimarca                                                                | Qual. Euro 2020                                                          | -                                                                        |                                                                          |
| 7-6-2019                                                                 | Copenaghen                                                               | Danimarca                                                                | 1 – 1                                                                    | Irlanda                                                                  | Qual. Euro 2020                                                          | -                                                                        | 65’                                                                      |
| 10-6-2019                                                                | Copenaghen                                                               | Danimarca                                                                | 5 – 1                                                                    | Georgia                                                                  | Qual. Euro 2020                                                          | 1                                                                        | 75’                                                                      |
| 5-9-2019                                                                 | Gibilterra                                                               | Gibilterra                                                               | 0 – 6                                                                    | Danimarca                                                                | Qual. Euro 2020                                                          | -                                                                        | 63’                                                                      |
| 8-9-2019                                                                 | Tbilisi                                                                  | Georgia                                                                  | 0 – 0                                                                    | Danimarca                                                                | Qual. Euro 2020                                                          | -                                                                        |                                                                          |
| 12-10-2019                                                               | Copenaghen                                                               | Danimarca                                                                | 1 – 0                                                                    | Svizzera                                                                 | Qual. Euro 2020                                                          | -                                                                        |                                                                          |
| 15-10-2019                                                               | Aalborg                                                                  | Danimarca                                                                | 4 – 0                                                                    | Lussemburgo                                                              | Amichevole                                                               | 1                                                                        | 61’                                                                      |
| 15-11-2019                                                               | Copenaghen                                                               | Danimarca                                                                | 6 – 0                                                                    | Gibilterra                                                               | Qual. Euro 2020                                                          | 1                                                                        | 55’                                                                      |
| 18-11-2019                                                               | Dublino                                                                  | Irlanda                                                                  | 1 – 1                                                                    | Danimarca                                                                | Qual. Euro 2020                                                          | 1                                                                        |                                                                          |
| 5-9-2020                                                                 | Copenaghen                                                               | Danimarca                                                                | 0 – 2                                                                    | Belgio                                                                   | UEFA Nations League 2020-2021 - 1º turno                                 | -                                                                        | 72’                                                                      |
| 8-9-2020                                                                 | Copenaghen                                                               | Danimarca                                                                | 0 – 0                                                                    | Inghilterra                                                              | UEFA Nations League 2020-2021 - 1º turno                                 | -                                                                        | 52’ 82’                                                                  |
| 7-10-2020                                                                | Herning                                                                  | Danimarca                                                                | 4 – 0                                                                    | Fær Øer                                                                  | Amichevole                                                               | -                                                                        |                                                                          |
| 11-10-2020                                                               | Reykjavík                                                                | Islanda                                                                  | 0 – 3                                                                    | Danimarca                                                                | UEFA Nations League 2020-2021 - 1º turno                                 | -                                                                        | 87’                                                                      |
| 14-10-2020                                                               | Londra                                                                   | Inghilterra                                                              | 0 – 1                                                                    | Danimarca                                                                | UEFA Nations League 2020-2021 - 1º turno                                 | -                                                                        | 73’                                                                      |
| 15-11-2020                                                               | Copenaghen                                                               | Danimarca                                                                | 2 – 1                                                                    | Islanda                                                                  | UEFA Nations League 2020-2021 - 1º turno                                 | -                                                                        | 76’                                                                      |
| 18-11-2020                                                               | Lovanio                                                                  | Belgio                                                                   | 4 – 2                                                                    | Danimarca                                                                | UEFA Nations League 2020-2021 - 1º turno                                 | -                                                                        |                                                                          |
| 25-3-2021                                                                | Tel Aviv                                                                 | Israele                                                                  | 0 – 2                                                                    | Danimarca                                                                | Qual. Mondiali 2022                                                      | 1                                                                        | 7’                                                                       |
| 31-3-2021                                                                | Vienna                                                                   | Austria                                                                  | 0 – 4                                                                    | Danimarca                                                                | Qual. Mondiali 2022                                                      | -                                                                        | 77’                                                                      |
| 2-6-2021                                                                 | Innsbruck                                                                | Germania                                                                 | 1 – 1                                                                    | Danimarca                                                                | Amichevole                                                               | -                                                                        | 80’                                                                      |
| 6-6-2021                                                                 | Brøndby                                                                  | Danimarca                                                                | 2 – 0                                                                    | Bosnia ed Erzegovina                                                     | Amichevole                                                               | 1                                                                        | 32’ 46’                                                                  |
| 12-6-2021                                                                | Copenaghen                                                               | Danimarca                                                                | 0 – 1                                                                    | Finlandia                                                                | Euro 2020 - 1º turno                                                     | -                                                                        |                                                                          |
| 17-6-2021                                                                | Copenaghen                                                               | Danimarca                                                                | 1 – 2                                                                    | Belgio                                                                   | Euro 2020 - 1º turno                                                     | -                                                                        |                                                                          |
| 21-6-2021                                                                | Copenaghen                                                               | Russia                                                                   | 1 – 4                                                                    | Danimarca                                                                | Euro 2020 - 1º turno                                                     | -                                                                        | 85’                                                                      |
| 26-6-2021                                                                | Amsterdam                                                                | Galles                                                                   | 0 – 4                                                                    | Danimarca                                                                | Euro 2020 - Ottavi di finale                                             | 1                                                                        |                                                                          |
| 3-7-2021                                                                 | Baku                                                                     | Rep. Ceca                                                                | 1 – 2                                                                    | Danimarca                                                                | Euro 2020 - Quarti di finale                                             | -                                                                        |                                                                          |
| 7-7-2021                                                                 | Londra                                                                   | Inghilterra                                                              | 2 – 1 dts                                                                | Danimarca                                                                | Euro 2020 - Semifinale                                                   | -                                                                        |                                                                          |
| 3-6-2022                                                                 | Saint-Denis                                                              | Francia                                                                  | 1 – 2                                                                    | Danimarca                                                                | UEFA Nations League 2022-2023 - 1º turno                                 | -                                                                        | 84’                                                                      |
| 6-6-2022                                                                 | Vienna                                                                   | Austria                                                                  | 1 – 2                                                                    | Danimarca                                                                | UEFA Nations League 2022-2023 - 1º turno                                 | -                                                                        | 52’                                                                      |
| 10-6-2022                                                                | Copenaghen                                                               | Danimarca                                                                | 0 – 1                                                                    | Croazia                                                                  | UEFA Nations League 2022-2023 - 1º turno                                 | -                                                                        | 62’                                                                      |
| 13-6-2022                                                                | Copenaghen                                                               | Danimarca                                                                | 2 – 0                                                                    | Austria                                                                  | UEFA Nations League 2022-2023 - 1º turno                                 | -                                                                        | 46’                                                                      |
| 22-9-2022                                                                | Zagabria                                                                 | Croazia                                                                  | 2 – 1                                                                    | Danimarca                                                                | UEFA Nations League 2022-2023 - 1º turno                                 | -                                                                        | 59’                                                                      |
| 25-9-2022                                                                | Copenaghen                                                               | Danimarca                                                                | 2 – 0                                                                    | Francia                                                                  | UEFA Nations League 2022-2023 - 1º turno                                 | -                                                                        | 71’                                                                      |
| 26-11-2022                                                               | Doha                                                                     | Francia                                                                  | 2 – 1                                                                    | Danimarca                                                                | Mondiali 2022 - 1º turno                                                 | -                                                                        | 46’                                                                      |
| 30-11-2022                                                               | Al Wakrah                                                                | Australia                                                                | 1 – 0                                                                    | Danimarca                                                                | Mondiali 2022 - 1º turno                                                 | -                                                                        | 59’                                                                      |
| 23-3-2023                                                                | Copenaghen                                                               | Danimarca                                                                | 3 – 1                                                                    | Finlandia                                                                | Qual. Euro 2024                                                          | -                                                                        | 77’                                                                      |
| 26-3-2023                                                                | Astana                                                                   | Kazakistan                                                               | 3 – 2                                                                    | Danimarca                                                                | Qual. Euro 2024                                                          | -                                                                        | 88’                                                                      |
| 16-6-2023                                                                | Copenaghen                                                               | Danimarca                                                                | 1 – 0                                                                    | Irlanda del Nord                                                         | Qual. Euro 2024                                                          | -                                                                        | 73’                                                                      |
| 19-6-2023                                                                | Lubiana                                                                  | Slovenia                                                                 | 1 – 1                                                                    | Danimarca                                                                | Qual. Euro 2024                                                          | -                                                                        | 71’                                                                      |
| 7-9-2023                                                                 | Copenaghen                                                               | Danimarca                                                                | 4 – 0                                                                    | San Marino                                                               | Qual. Euro 2024                                                          | -                                                                        | 58’                                                                      |
| Totale                                                                   |                                                                          | Presenze                                                                 | 69                                                                       |                                                                          | Reti                                                                     | 10                                                                       |                                                                          |

## Palmarès

### Club

#### Competizioni nazionali
- 1. Division: 1

Esbjerg: 2011-2012
- Coppa di Danimarca: 1

Esbjerg: 2012-2013
- Coppa di Spagna: 1

Barcellona: 2020-2021

### Individuale
- Capocannoniere della Segunda División: 1

2023-2024 (22 reti)